# 박영수 (1928년)
박영수(朴英秀, 1928년 6월 8일, 경상남도 사천군 ~ 2003년 10월 9일, 서울특별시 종로구 연건동)는 제18대 서울시장, 대통령비서실장이었다.
경남 삼천포 출신으로 치안국장과 내무부차관을 거친 후 부산시장으로 부임했으며, 서울시장으로  올림픽유치단장으로 바덴바덴 IOC총회에 참석하여 88 서울 올림픽 유치, '시민헌수운동' 을 통해 1천만 그루의 나무를 심는 푸른서울가꾸기 사업의 추진했다.

## 경력
- 육군사관학교(7기) 졸업
- 1964년 내무부 치안국장 (1964~1969)
- 내무차관 (1969년)
- 제17대 부산시장 (1971.6.12~1977.7.6) 도시고속도로, 부산대교 착공
- 제18대 서울시장 (1980~1982년)
- 대한주택공사
- 대통령비서실장 (1985~1987.7)
- 무역진흥공사(KOTRA) 사장